# John Paul Edwards
Pour les articles homonymes, voir Edwards.
John Paul Edwards, né au Minnesota en 1884 et mort à Oakland (Californie) en 1968, est un photographe américain, membre du groupe f/64.